# Caviinae
Caviinae — подсемейство грызунов из семейства свинковых. Объединяет всех ныне живущих представителей семейства Caviidae, за исключением мар, водосвинок и моко. Подсемейство традиционно включало морских свинок и моко. Молекулярные анализы показали, что Caviinae, как их определяли ранее, парафелитическая группа, а род моко более тесно связан с марами и водосвинками, чем с другими Caviidae. Это заставило Вудса и Килпатрика (2005) объединить моко и водосвинок в подсемейство Hydrochoerinae внутри Caviidae. Эти исследования также предполагают, что Microcavia и Cavia более тесно связаны друг с другом, чем с Galea.
- подсемейство Caviinae[2][3]
  - род Cavia — Свинки
    - Cavia aperea — Бразильская свинка
    - Cavia fulgida — Яркая свинка
    - Cavia intermedia
    - Cavia magna — Большая свинка
    - Cavia patzelti
    - Cavia porcellus — Морская свинка — одомашнена
    - Cavia tschudii — Перуанская свинка

  - род Galea — Куи
    - Galea comes
    - Galea flavidens — Бразильская куи
    - Galea leucoblephara
    - Galea musteloides — Обыкновенная куи
    - Galea spixii — Куи Спикса

  - род Microcavia — Горные свинки
    - Microcavia australis — Южная горная свинка
    - Microcavia jayat
    - Microcavia maenas
    - Microcavia niata — Андийская свинка
    - Microcavia shiptoni — Горная свинка Шиптона
    - Microcavia sorojchi

  - †Cardiomys
  - †Allocavia
  - †Palaeocavia
  - †Neocavia
  - †Dolicavia
  - †Macrocavia
  - †Caviops
  - †Pascualia